# 2-Pyrrolidone
La 2-pyrrolidone ou γ-butyrolactame est un composé organique constitué d'un lactame à cinq chaînons. C'est un liquide incolore utilisé dans le milieu industriel, comme solvant polaire, non corrosif, avec un haut point d'ébullition dans une grande variété d'applications. Il est miscible en toutes proportions avec beaucoup d'autres solvants tels que l'eau, l'éthanol, l'éther diéthylique, le chloroforme, le benzène, l'acétate d'éthyle ou le disulfure de carbone.
La 2-pyrrolidone est un intermédiaire dans la fabrication de polymères tels que la polyvinylpyrrolidone et la polypyrrolidone. Elle sert aussi pour la production de nombreux médicaments pharmaceutiques dont :
- cotinine ;
- doxapram ;
- piracétam ;
- povidone ;
- éthosuximide.